# (37532) 1978 VL8
1978 VL8 (asteroide 37532) é um asteroide da cintura principal. Possui uma excentricidade de 0.22746960 e uma inclinação de 18.22849º.
Este asteroide foi descoberto no dia 6 de novembro de 1978 por Eleanor F. Helin e Schelte J. Bus em Palomar.